# Johnny Dowd
Johnny Dowd (* 29. März 1948 in Fort Worth, Texas, USA) ist ein US-amerikanischer Alternative-Country-Musiker, der heute in Ithaca im US-Bundesstaat New York lebt.

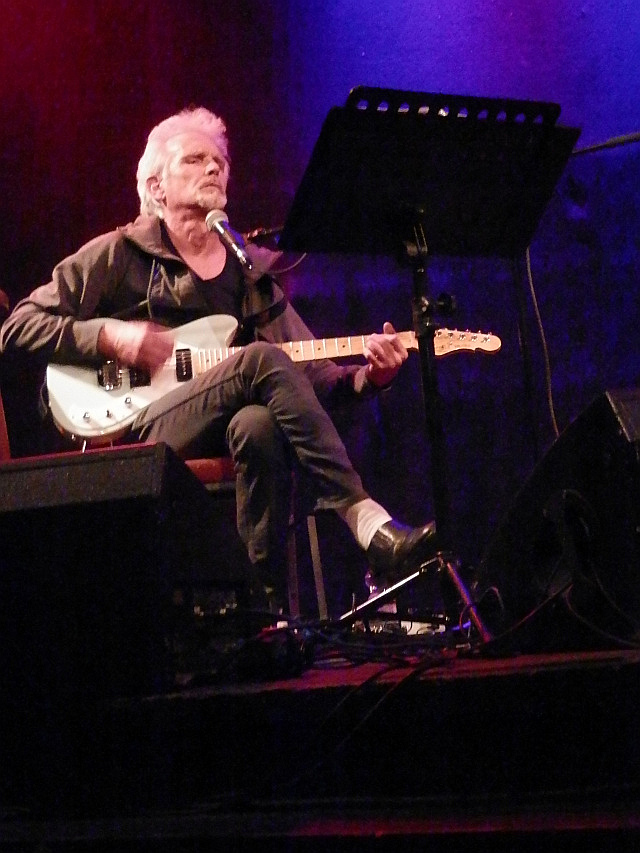
Johnny Dowd, Live in Krefeld 2015

## Leben
Dowd wuchs in Pauls Valley, Oklahoma als mittleres von fünf Kindern auf. Mit 17 verließ er sein Elternhaus und wurde in den Vietnamkrieg eingezogen. Er ging später eine Ehe ein, die ganze zwei Wochen hielt. Drogen, Sex und Partys prägten seinen Lebensstil. Nebenbei schrieb er Gedichte. Mit 30 entschloss er sich, seinen Lebensstil zu ändern. Er kaufte sich seine erste Gitarre. Er lernte sein Instrument aber nicht besonders fleißig und meinte auch, er könne keine Musik von anderen spielen. Mitte der 1980er Jahre gründete er mit Neon Baptist eine Punk-Band, die in Ithaca, New York, und der näheren Umgebung auftrat, aber nie eine Platte aufnahm. Zu Neon Baptist gehörte auch die hauptberufliche Friseurin Kim Sherwood-Caso, die schon als Kind gesungen hatte und durch die Arbeit in der Band angeregt wurde, ihren eigentümlichen Gesangsstil weiterzuentwickeln. Sie gehört heute noch zur Band von Johnny Dowd.
Bis zu seinem 49. Lebensjahr hatte Dowd hauptberuflich als Möbelspediteur gearbeitet und eine eigene Firma geleitet. Dann nahm er seine erste Soloplatte auf. Drummer Brian Wilson, der ihn auch heute noch begleitet, hatte gerade begonnen, sein Handwerk zu lernen. Die Band entwickelte einen sehr eigenen, unnachahmlichen Stil, der ihr einen Kultstatus einbrachte.

## Stil
Typisch für Dowds Musik sind experimentelle, oft „krachige“ Störungen der auf archaischem Country, Folk und Blues, aber auch Rockabilly beruhenden Songstrukturen. Sowohl Musik als auch Texte sind zumeist von tiefer Melancholie oder sogar Schmerz geprägt, und einer Zerrissenheit, die sich u. a. an der christlichen Religiosität seiner Heimat abarbeitet. Auf der anderen Seite ist Dowd oft sehr (selbst)-ironisch und humorvoll oder auch zynisch. Seine Auftritte, die von starkem Whiskey-Konsum des Künstlers begleitet sind, gelten als äußerst intensiv.

## Diskografie

### Alben
- 1998: Wrong Side of Memphis (Checkered Past)
- 1999: Pictures From Life's Other Side (Glitterhouse)
- 2001: Temporary Shelter (Glitterhouse)
- 2001: Johnny Dowd Live (self-released)
- 2002: The Pawnbroker's Wife (Glitterhouse)
- 2003: Wire Flowers (Munich)
- 2004: Cemetery Shoes (Munich)
- 2005: Johnny Dowd: Live at the Night & Day Cafe, Manchester, UK (Eigenveröffentlichung)
- 2006: Cruel Words (Munich)
- 2006: Chainsaw Of Life (Munich; mit Jim White als Band Hellwood)
- 2008: A Drunkard's Masterpiece (Munich)
- 2010: Wake Up the Snakes (Munich)
- 2012: No Regrets (Mother Jinx)
- 2013: Do the Gargon (Cadiz Music Ltd (Soulfood))
- 2014: Live in Mogantown (Mother Jinx Records)
- 2015: That's Your Wife on the Back of My Horse (Mother Jinx Records)
- 2016: Execute American Folklore (Mother Jinx Records)
- 2018: Twinkle, Twinkle (Mother Jinx Records)
- 2019: Family Picnic (Mother Jinx Records)
- 2022: Homemade Pie (Mother Jinx Records)

### DVDs
- 2004: Searching for the Wrong-Eyed Jesus. Eine BBC-Dokumentation über die Rootsmusik der US-amerikanischen Südstaaten. Gastgeber ist Jim White. Special Guests sind neben Johnny Dowd u. a. die Handsome Family und David Eugene Edwards.